# Rafael Calvo Ortega
Rafael Calvo Ortega (San Rafael, Castella i Lleó, 1933) és un polític i professor universitari espanyol, que fou Ministre de Treball entre 1978 i 1980.

## Biografia
Va néixer el 26 d'agost de 1933 a la població de El Espinar, situada a la província de Segòvia. Va estudiar dret a la Universitat de Salamanca, i posteriorment es doctorà a la Universitat de Bolonya. Interessat en la docència ha estat professor de dret fiscal a la Universitat de Salamanca i catedràtic de dret financer a la Universitat Complutense de Madrid.

## Activitat política

### Política nacional

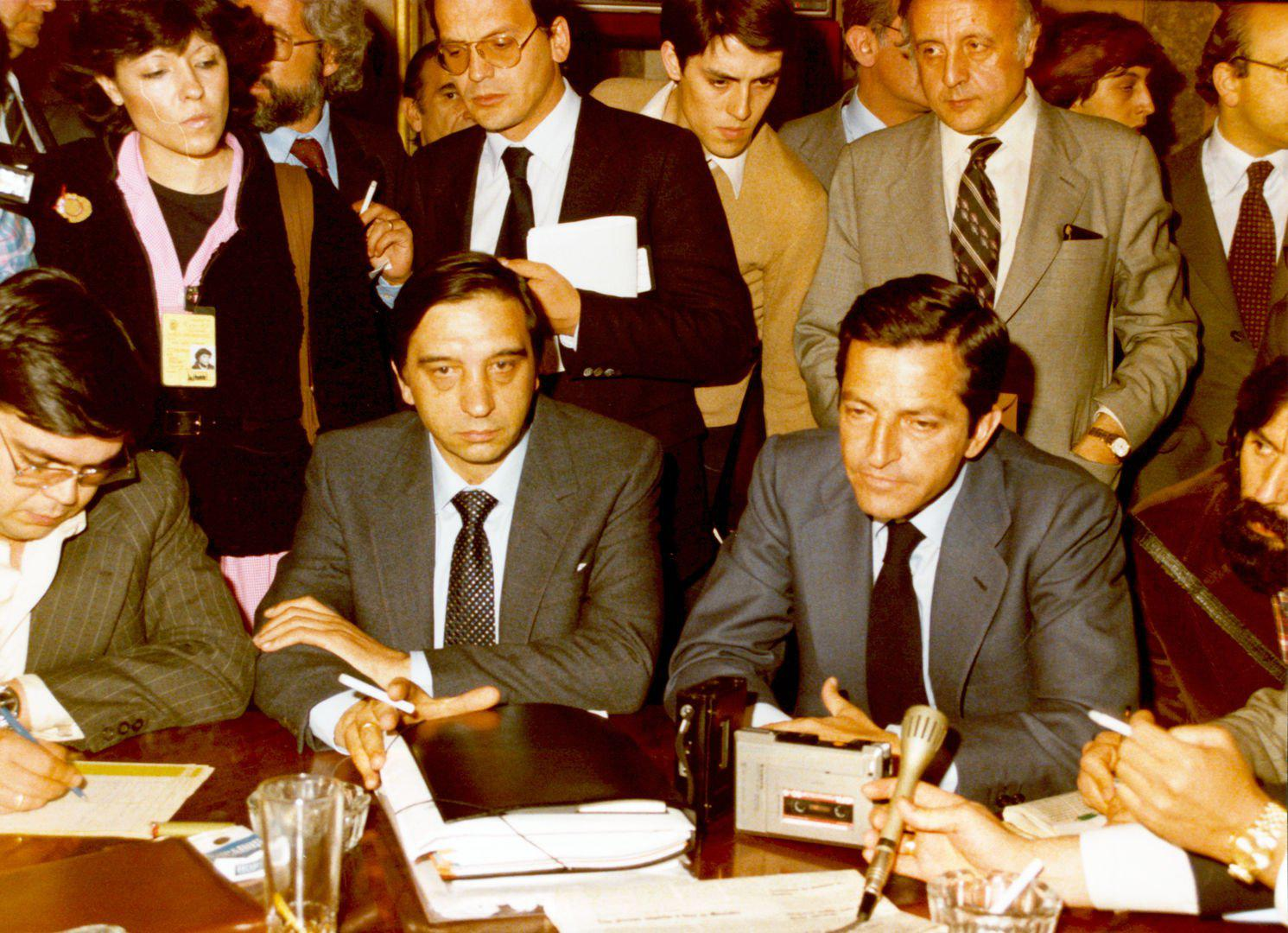
Rafael Calvo Ortega, ministre de Treball, ofereix una roda de premsa al costat del president Adolfo Suárez el 1980.

Membre de la Unió de Centre Democràtic (UCD), fou escollit senador al Senat en les eleccions generals de 1977 en representació de la província de Segòvia. En les eleccions generals de 1979 fou escollit diputat al Congrés en representació d'Astúries. El febrer de 1978 fou nomenat Ministre de Treball sota la presidència d'Adolfo Suárez, càrrec que desenvolupà fins al maig de 1980 i en el qual va veure la llum l'Estatut dels Treballadors.
Va ser candidat a la presidència del Govern d'Espanya pel Centre Democràtic i Social (CDS), partit del qual n'era el seu Secretari General, en les eleccions legistatives de 1993 en les quals el seu partit no va obtenir representació parlamentària.

### Política europea
L'any 1987, amb l'entrada d'Espanya a la Comunitat Econòmica Europea (CEE), fou escollit eurodiputat al Parlament Europeu en representació del CDS, integrant-se en el grup Liberals, Demòcrates i Reformistes Europeus (ELDR). Fou reescollit eurodiputat en les eleccions europees de 1989, mantenint el seu escó fins a l'any 1994.

### Activitat cultural i acadèmica
Ha estat Catedràtic de Dret Financer i Tributari en la Universitat Complutense de Madrid fins a l'any 2003. Actualment segueix impartint cursos de doctorat en aquest àmbit disciplinari i és membre de la Reial Acadèmia de Jurisprudència i Legislació. El gener de 2008 va ser investit Doctor Honoris causa per la Universitat d'Oviedo i és President de la Fundació Iberoamericana de l'Economia Social -FUNDIBES-
Al novembre de 2008 rep a Bilbao el Premi Internacional "Txemi Pedrera", instituït per l'Agrupació de Societats Laborals d'Euskadi (ASLE) amb l'objectiu de reconèixer a "aquelles persones i organitzacions que han destacat pel seu suport a l'Economia Social".
A l'abril de 2013 acudeix al Col·legi Major San Bartolomé on dona una conferència i signatura en el llibre d'honor del col·legi major més antic d'Espanya, fundat per Diego de Anaya Maldonado en 1401.